# Luis Henry Campos
Luis Henry Campos Cruz (* 11. Oktober 1995 in Cusco) ist ein peruanischer Geher. 2023 wurde er Südamerikameister über 20 km.

## Sportliche Laufbahn
Luis Henry Campos nahm zum ersten Mal im Jahr 2013 an den Peruanischen Meisterschaften im Gehen teil und konnte über 20 km die Silbermedaille gewinnen. Drei Jahre später gewann er seinen ersten nationalen Meistertitel. Im Mai bestritt er seinen ersten Wettkampf über die 50-km-Distanz und qualifizierte sich mit seiner Zeit von 4:05:47 h für die Olympischen Sommerspiele in Rio de Janeiro. Den Wettkampf im August konnte er schließlich nicht beenden. Auch 2017 konnte er Peruanischer Meister werden. Im Juni trat er zum ersten Mal bei den Südamerikameisterschaften an, wurde im Laufe des Wettkampfes allerdings disqualifiziert. 2018 belegte er im März bei den Südamerikanischen Geher-Meisterschaften in Ecuador den vierten Platz über 50 km. Über diese Distanz ging er im Juni auch bei den Südamerikaspielen in Bolivien an und konnte mit seiner Bestzeit von 3:59:23 h die Silbermedaille gewinnen. 2019 trat er im Mai zum zweiten Mal bei den Südamerikameisterschaften an und konnte in der Heimat die Bronzemedaille gewinnen. Anfang Juni stellte er über 20 km mit 1:21:11 eine neue Bestzeit auf, mit der er zwischenzeitlich Nationalrekordhalter seines Heimatlandes war. Außerdem qualifizierte er sich für die Weltmeisterschaften in Doha. Im August konnte er bei den Panamerikanischen Spielen den Wettkampf über 50 km nicht beenden. Anfang Oktober trat er schließlich bei den Weltmeisterschaften an und belegte bei seinem Debüt den 29. Platz.
2021 qualifizierte sich Campos für seine zweite Teilnahme an den Olympischen Sommerspielen, bei denen er diesmal über 20 km an den Start ging. Nachdem er 2016 den Wettkampf nicht beenden konnte, belegte er diesmal in Sapporo Platz 43. Anfang Februar 2022 siegte er bei den Südamerikanischen Geher-Meisterschaften über 35 km. Im Juli nahm er in den USA an seinen zweiten Weltmeisterschaften teil, kam über 20 km allerdings nicht über Platz 41 hinaus. 2023 gewann er über 20 km bei den Südamerikameisterschaften in Brasilien seinen ersten internationalen Meistertitel im Erwachsenenbereich. Im August trat er in Budapest wieder bei den Weltmeisterschaften an. Dort stellte er über 20 km in 1:20:56 h eine neue Bestzeit auf und belegte den 22. Platz.

## Wichtige Wettbewerbe
| Jahr             | Veranstaltung             | Ort              | Platz            | Disziplin          | Zeit             |
| Startet für Peru | Startet für Peru          | Startet für Peru | Startet für Peru | Startet für Peru   | Startet für Peru |
| ---------------- | ------------------------- | ---------------- | ---------------- | ------------------ | ---------------- |
| 2016             | Olympische Sommerspiele   | Rio de Janeiro   |                  | 50 km Gehen        | DNF              |
| 2017             | Südamerikameisterschaften | Asunción         |                  | 20.000-m-Bahngehen | DSQ              |
| 2018             | Südamerikaspiele          | Cochabamba       | 2.               | 50 km Gehen        | 3:59:23 h        |
| 2019             | Südamerikameisterschaften | Lima             | 3.               | 20.000-m-Bahngehen | 1:24:17 h        |
| 2019             | Panamerikanische Spiele   | Lima             |                  | 50 km Gehen        | DNF              |
| 2019             | Weltmeisterschaften       | Doha             | 29.              | 20 km Gehen        | 1:37:20 h        |
| 2021             | Olympische Sommerspiele   | Tokio            | 43.              | 20 km Gehen        | 1:30:58 h        |
| 2022             | Weltmeisterschaften       | Eugene           | 41.              | 20 km Gehen        | 1:34:02 h        |
| 2023             | Südamerikameisterschaften | São Paulo        | 1.               | 20 km Gehen        | 1:21:25 h        |
| 2023             | Weltmeisterschaften       | Budapest         | 22.              | 20 km Gehen        | 1:20:56 h        |

## Persönliche Bestleistungen
- 10.000-m-Bahngehen: 40:38,28 min, 4. Mai 2019, Lima
- 10-km-Gehen: 40:05 min, 20. Juli 2018, Lima
- 20-km-Gehen: 1:20:56 h, 19. August 2023, Budapest
- 35-km-Gehen: 2:40:19 h, 6. Februar 2022, Lima
- 50-km-Gehen: 3:59:23 h, 5. Juni 2018, Cochabamba